# Kerry Dixon
Pour les articles homonymes, voir Dixon.
Kerry Michael Dixon, né le 24 juillet 1961 à Luton (Angleterre), est un footballeur anglais, qui évoluait au poste d'attaquant à Chelsea et en équipe d'Angleterre.
Dixon a marqué quatre buts lors de ses huit sélections avec l'équipe d'Angleterre entre 1985 et 1986.

## Carrière
- 1979-1980 : Dunstable Town
- 1980-1983 : Reading FC  Angleterre
- 1983-1992 : Chelsea FC  Angleterre
- 1992-1993 : Southampton FC  Angleterre
- 1993-1995 : Luton Town  Angleterre
- 1995-1996 : Millwall FC  Angleterre
- 1996-1996 : Watford FC  Angleterre
- 1996-1997 : Doncaster Rovers  Angleterre
- 1997 : Basildon United  [1]

## Palmarès
- 8 sélections et 4 buts avec l'équipe d'Angleterre entre 1985 et 1986.

Chelsea FC
- Meilleur buteur du Championnat d'Angleterre de football (1) :
  - 1985: 24 buts.
- Champion du Championnat d'Angleterre de football D2 (2) :
  - 1984 & 1989.
- Meilleur buteur du Championnat d'Angleterre de football D2 (1) :
  - 1984: ? buts.
- Meilleur buteur du Championnat d'Angleterre de football D3 (1) :
  - 1983: ? buts.